# Ausgeliefert (Roman)
Ausgeliefert (Im englischen Original Die Trying) ist ein im Juli 1998 bei G. P. Putnam’s Sons veröffentlichter Thriller von Lee Child. Er handelt von Jack Reacher, einem ehemaligen Militärpolizisten, der, gemeinsam mit der FBI-Agentin Holly Johnson, von einer radikalen Miliz entführt und verschleppt wird.

## Inhalt
Jack Reacher, ein früherer Militärpolizist der seit seiner Entlassung ziellos durch die Vereinigten Staaten zieht, läuft der FBI-Agentin Holly Johnson zufällig über den Weg. In dem Moment wird sie von Anhängern der Montana Miliz, einer Gruppe die die Unabhängigkeit von den USA anstrebt, entführt. Die Entführer nehmen Jack Reacher ebenfalls mit, da sie fälschlicherweise annehmen, dass die beiden zusammengehören.
Sie werden in der Ladefläche eines Kleintransporters quer durch die Staaten gebracht. Dabei töten sie einen der Entführer. Schließlich kommen sie in dem fiktionalen Yorke County an, wo sich das Hauptquartier der Montana Miliz befindet. Dort befinden sich etwa 100 Personen unter der Führung Beau Borkens, eines egomanischen und gewalttätigen Sadisten. Währenddessen sucht das FBI fieberhaft nach Holly Johnson und hält aufgrund irreführender Videoaufnahmen auch Jack Reacher für einen ihrer Entführer. Dieser findet inzwischen heraus, dass Holly Johnson auch die Tochter des amtierenden Vorsitzenden des Vereinigten Generalstabs ist.
Ein FBI-Informant in der Miliz mit dem Namen Jackson wird enttarnt und gekreuzigt. Jack Reacher und Holly Johnson können sich durch die Drohung eines Selbstmordes kurzzeitig entfernen und haben neben Jacksons Leiche Sex. Im Laufe der Zeit wird klar, dass Beau Borken über einen Maulwurf beim FBI verfügt. Dieser kann aber nicht verhindern, dass die Miliz entdeckt wird.
Als Reacher abermals kurzzeitig flüchten kann, entdeckt er die Leichen einer von der Miliz ermordeten Gruppe der Nationalgarde und die der Gruppe zugeteilten Flugabwehrraketen.
Schließlich stürmt eine kleine Gruppe von FBI-Beamten das Hauptquartier der Miliz. Darunter sind General Johnson, der Vater von Holly, Leon Garber, der ehemalige Vorgesetzte Reachers. Zusammen mit Reacher töten sie Beau Borken, enttarnen den Maulwurf beim FBI und durchkreuzen auch Borkens letzten Plan, einen Bombenanschlag.

## Preis
- 2003 gewann Ausgeliefert den „WH Smith Thumping Good Read Award“.[1]

## Ausgabe
- Lee Child: Ausgeliefert. Heyne Verlag, 2007, ISBN 978-3-453-81088-4 (englisch: Die Trying.).